# Luca Ronconi
Luca Ronconi (ur. 8 marca 1933 w Susie, zm. 21 lutego 2015 w Mediolanie) – włoski reżyser teatralny uważany za jednego z największych twórców europejskiego teatru.
Początkowo był aktorem, w 1963 debiutował jako reżyser teatralny i już w 1969 był uznawany za jednego z czołowych włoskich reżyserów teatralnych.